# Східнотуркестанський рух за незалежність
Східнотуркестанський рух за незалежність (уйг. شەرقىي تۈركىستان مۇستەقىللىق ھەرىكىتى, кит.: 东突厥斯坦独立运动) — це політичний рух, який прагне до незалежності Східного Туркестану, великого і малонаселеного регіону на північному заході Китаю, як батьківщину уйгурського народу. Зараз цей регіон керується як підрозділ на рівні провінції Китайської Народної Республіки (КНР) під офіційною назвою Сіньцзян-Уйгурський автономний район (скорочено СУАР). У рамках руху існує широка підтримка перейменування регіону, оскільки саму назву «Сіньцзян» (що означає «новий кордон» на китайській мові) бачуть активісти за незалежність як колоніальну назву. «Східний Туркестан» — найвідоміша запропонована назва. «Уйгурстан» — ще одна відома запропонована назва.

Цей прапор рахується символом руху за незалежність Східного Туркестану (з 1933 року).

Цей герб, за участю басмала + стилізованого тугра (каліграфічна монограма), іноді використовується поряд з прапором угорі.

Значна частина Сіньцзяну перебувала під непостійним контролем китайців, починаючи приблизно 2000 років тому під час Династії Хань. У 101 році до н. е. армія Династії Хань почала накопичувати поля на колісних платформах, каналах і плугах. Кожен пункт поселення став початковим районом розподілу для народу Хань після входу в Сіньцзян. Після заснування столиці західних земель Хуфу в 60 році до н. е. ханьці постійно проникали в Сіньцзян. Династія Тан також контролювала Західні регіони, поки його не було втрачено у 8 столітті, і прямий контроль над регіоном не відновиться до приходу Династії Цін
Сіньцзян підпав під владу Династії Цін у 1750-х роках. 1759 рік став роком створення первісної форми сучасної адміністративної області. Згодом Сіньцзян був успадкований Китайською Республікою (КР), яка змінила Династію Цін після революції 1911 році, а потім КНР, яка в основному змінила Китайську Республіку після Комуністичної революції (1949), хоча Тайвань залишився під владою КР аж до сьогодення. Протягом правління Цін і КР було кілька періодів короткої і фактичної незалежності для всього регіону Сіньцзян або лише його частини, а також ще для іноземної окупації та управління полководцями. Приєднання Сіньцзяна до КНР відбулося незабаром після встановлення режиму в 1949 році, і відтоді Сіньцзян залишається регіоном Китаю. КНР стверджує, що Сіньцзян був частиною Китаю понад 2000 років, хоча доказів цих тверджень небагато. Історично Сіньцзян відноситься до «Східного Туркестана», хоча до 1750-х років цей регіон контролювали різні некитайські режими. Сіньцзян був під вогнищем етнічних та релігійних конфліктів протягом більшої частини періоду, коли ним керували наступні китайські режими.
Китайський уряд вважає, що будь-яка підтримка руху за незалежність Східного Туркестану підпадає під визначення: «тероризма, екстремізма та сепаратизма». Рух за незалежність Східного Туркестану підтримують як войовничі ісламські так і екстремістські угруповання, які кількома країнами та ООН визнаними терористичними організаціями, такими наприклад як: Ісламська партія Туркестану , а також деякі правозахисні групи, такі як Рух національного пробудження Східного Туркестану. Його офіційно представляють Уряд Східного Туркестану у вигнанні, який базується у Вашингтоні, округ Колумбія, засуджував угруповання бойовиків і джихадистів. США виключили Ісламський рух Східного Туркестану зі списку терористичних актів, заявивши, що «немає достовірних доказів», що він все ще існує. 

## Організації
Загалом, різноманітні групи, які прагнуть отримати незалежність (або автономію на своїх умовах), можна виділити як громадянські повстання, що виключають насильство, так і войовничі, які не виключають насильства. Різниця полягає в типі уряду, який вони відстоюють, і ролі, які на їхню думку, повинен відігравати незалежний Східний Туркестан у міжнародних справах.

### Громадські організації
- Національний рух пробудження Східного Туркестану — розташований у Вашингтоні, США. Утворено 4 червня 2017 року.

### Бойові організації
Більшість бойових організацій КНР, а також деякі інші уряди назвали терористичними. Наприклад, Ісламський рух Східного Туркестану (ІРСТ, також Ісламська партія Туркестану), який взяв на себе відповідальність за напади в Сіньцзяні, був визнаний терористичною організацією урядом Китаю, Казахстану, Пакистану, Туреччиною і до жовтня 2020 р. США, а також ООН .

### Історична підтримка
Історичні організації які підтримували рух за незалежність Східного Туркестану, включають:
- Східно-Туркестанська народно-революційна партія (СТНРП) — була уйгурською комуністичною партією і була найбільшим озброєним сепаратистським угрупуванням у Сіньцзяні свого часу. Радянський Союз брав участь у фінансуванні та підтримці СТНРП для початку насильницького повстання проти Китаю в 1968 році.[12]
- Об'єднаний революційний фронт Східного Туркестану (ОРФСТ) — уйгурське націоналістичне угруповання в Сіньцзяні, яке брало участь у Сіньцзянському конфлікті як збройні сепаратистські сили. Вважалося, що його підтримували Радянський Союз (1970—1989) та США (1990-ті).
- Організація визволення Східного Туркестану (ОВСЗ) — сепаратистська войовнича уйгурська організація, яка виступала за незалежну уйгурську державу в Сіньцзяні. Вважається, що він пов'язаний з Талібаном та ісламським рухом Східного Туркестану.[13]
- Комітет національної революції — Тюркська націоналістична уйгурська партія, яка існувала в 1932—1934 роках. Це допомогло заснувати Першу Східно-Туркестанську республіку.
- Партія молодого Кашгару — Тюркська націоналістична уйгурська партія, яка існувала з 1933 по 1934 рік. Вона допомогла заснувати Першу Східно-Туркестанську республіку.

#### Радянський Союз
Радянський Союз підтримував Східну-Туркестанську Революційну республіку в Ілійському повстанні проти Китайської Республіки. Згідно з її автобіографією, Dragon Fighter: One Woman's Epic Struggle for Peace with China, батько Рабії Кадір служив разом з прорадянськими уйгурськими повстанцями під час Східно-Туркестанської Революційної республіки під час повстання в Ілі (Повстання трьох провінцій) у 1944—1946 рр. Радянська допомога та допомога в боротьбі з урядом Китайської Республіки під керівництвом Чан Кайші. Кадір та її родина були близькими друзями з російськими вигнанцями. Мешканці Сіньцзяну та Кадір згадали, що багато уйгурів вважали російську культуру «більш розвиненішою», ніж культуру уйгурів, і вони «дуже сильно поважали» росіян.
Радянський Союз підбурював до сепаратистської діяльності в Сіньцзяні через пропаганду, заохочуючи казахів(і інші тюркські народи) тікати до Радянського Союзу, і пізніше атакуючи КНР. КНР відповів посиленням району кордону між Сіньцзяном і Радянським Союзом за допомогою міліції Бінтуань і фермерів. Радянський Союз підтримував уйгурську націоналістичну пропаганду та уйгурські сепаратистські рухи проти Китаю. Радянські історики стверджували, що батьківщиною уйгурів був саме Сіньцзян, а уйгурський націоналізм пропагувався за допомогою радянських версій з історії тюркології. Народна партія Східного Туркестану отримала підтримку від Радянського Союзу.  Протягом 1970-х років радянська влада підтримувала ОРФСТ у боротьбі з китайцями.